# Argentijnen in Nederland

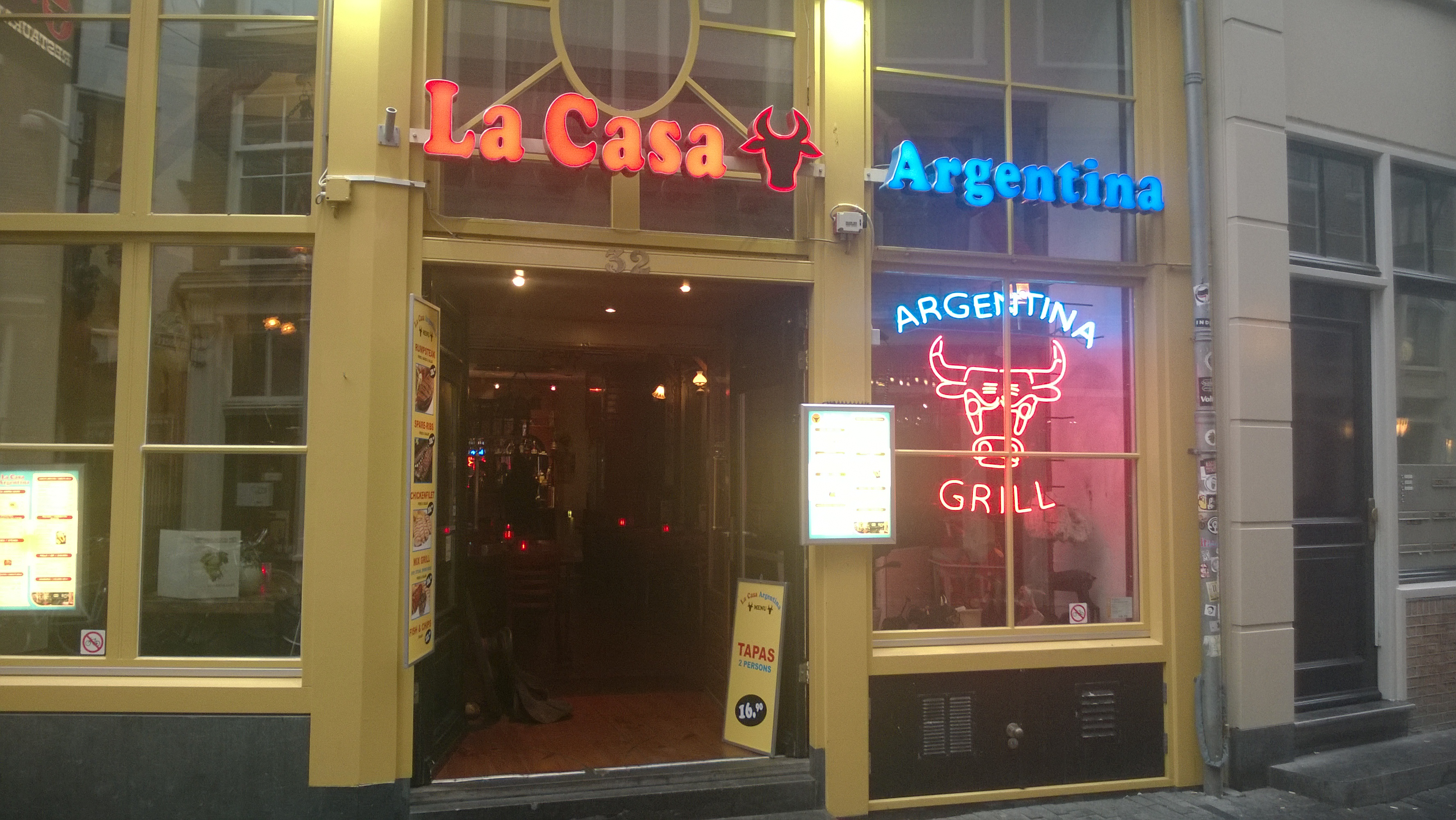
Argentijnse steakhouse in Amsterdam

Met Argentijnen in Nederland (Spaans: Argentinos en Holanda) worden in Nederland wonende Argentijnen, of Nederlanders van Argentijnse afkomst aangeduid. Volgens het Centraal Bureau voor de Statistiek (CBS) woonden er per 1 januari 2019 zo’n 6.508 Nederlanders met een Argentijnse migratieachtergrond in Nederland.
| Eerste generatie   | 1.546 | 1.677 | 2.360 | 2.494 | 2.926 | 3.938 |
| Tweede generatie   | 1.406 | 1.562 | 1.807 | 2.028 | 2.319 | 2.570 |
| aantal Argentijnen | 2.952 | 3.239 | 4.167 | 4.522 | 5.245 | 6.508 |

## Bekende Argentijnen in Nederland
- Alexia Juliana Marcela Laurentien, prinses
- Ariane Wilhelmina Máxima Ines, prinses
- Catharina-Amalia Beatrix Carmen Victoria, prinses
- Máxima Zorreguieta, de echtgenote van koning Willem-Alexander der Nederlanden
- Valentin Verga, hockeyer